# 엔주의 캉통
프랑스 엔주에는 총 21개의 캉통이 속해 있다. 2015년 3월 행정구역 총개편으로 인해 현재는 다음과 같이 설치되어 있다.
- 보애낭베르망두아
- 샤토티에리
- 쇼니
- 에솜쉬르마른
- 페르앙타르드누아
- 기니쿠르
- 기즈
- 이르송
- 랑 1
- 랑 2
- 마를
- 리브몽
- 생캉탱 1
- 생캉탱 2
- 생캉탱 3
- 수아송 1
- 수아송 2
- 테르니에
- 베르뱅
- 빅쉬르엔
- 빌레르코트레